# Tobias Bäuerle & Söhne
Tobias Bäuerle & Söhne war ein Uhrenhersteller in St. Georgen im Schwarzwald. Geschäftszweck war der Betrieb einer Fabrik für feinwerktechnische und elektronische Geräte und technische Uhrwerke.
Das Unternehmen wurde 1864 von Tobias Bäuerle gegründet. 1891 erhielt Bäuerle sein erstes Patent auf eine besondere Pendelkonstruktion. 1897 ließ er sich die Marke „Hirsch“ als geschütztes Warenzeichen eintragen. Am 20. August 1903 nahm Tobias Bäuerle seine beiden Söhne, Christian und Tobias, als Teilhaber in sein Unternehmen auf, das seither als Tobias Bäuerle & Söhne firmierte.
Im Jahr 1998 zog das Unternehmen nach Auslaufen des Mietvertrags nach Villingen-Schwenningen um. Im Mai 2001 war Tobias Bäuerle & Söhne Feinwerktechnik GmbH zahlungsunfähig.
Die Uhrwerke von Tobias Bäuerle & Söhne sind in Siemens Hauptuhren (z. B. HU10/12) zu finden.
Die Unternehmervilla Tobias Bäuerle in St. Georgen wird nun als Museum (Erdgeschoss) über das Werk von Erfinder Hermann Papst (1902–1981) genutzt.